# Nesticus sonei
Espèce
Nesticus sonei est une espèce d'araignées aranéomorphes de la famille des Nesticidae.

## Distribution
Cette espèce est endémique de la préfecture de Tokushima au Japon,.

## Publication originale
- Yaginuma, 1981 : Two nesticid spiders from Shikoku, Japan. Journal of the Speleological Society of Japan, vol. 6, p. 29-32.